# Billy Wallace
Pour les articles homonymes, voir Wallace.

a Compétitions nationales et continentales officielles uniquement.

b Matchs officiels uniquement.
William Joseph Wallace dit Billy Wallace ou Carbine Wallace, né le 2 août 1878 à Wellington et mort le 2 mars 1972 dans la même ville, est un joueur néo-zélandais de rugby à XV qui a joué avec l'équipe de Nouvelle-Zélande. Il évolue au poste de trois quart aile et arrière.  

## Biographie
Billy Wallace joue 51 matchs avec la province de Wellington. Il dispute son premier test match avec l'équipe de Nouvelle-Zélande le 15 août 1903 contre l'équipe d'Australie et c'est seulement le premier test match joué par la Nouvelle-Zélande. Celui-ci se déroule au Sydney Cricket Ground et les Néo-Zélandais l’emportent par 22-3. Son dernier test match a lieu contre une sélection anglo-galloise le 27 juin 1908. Il participe à la tournée des Originals, équipe représentant la Nouvelle-Zélande en tournée en Grande-Bretagne en 1905, en France et en Amérique du Nord en 1906. Wallace est un buteur redoutable, il marque 527 points en 112 matchs, dont 379 pour les All Blacks, avec 50 points lors de ses onze tests.

## Statistiques en équipe nationale
- 11 sélections avec l'Équipe de Nouvelle-Zélande de rugby à XV
- 50 points (4 essais, 12 transformations, 2 pénalités)
- Sélection par année : 1 en 1903, 1 en 1904, 4 en 1905, 1 en 1906, 3 en 1907, 1 en 1908
- Nombre total de matchs avec l'équipe de Wellington : 51